# Каждый десятый
«Каждый десятый» — советский фильм 1984 года режиссёра Михаила Ордовского.

## Сюжет
Гражданская война, Сибирь. Колчаковцы захватывают в плен отряд красноармейцев, и намерены расстрелять каждого десятого. Но в ночь накануне расстрела пять красноармейцев бегут из плена, оказываясь в тылу у белых. Случайно взяв в плен офицера разведки, от него узнают, что вскоре по реке должен пройти пароход с оружием и боеприпасами для предстоящего контрнаступления белых. Пять бойцов, из которых одна девушка, решаются на дерзкую операцию — и теперь перед ними задача остановить пароход, незаметно захватить его, а затем провести мимо колчаковцев к красным.

## В ролях
В главных ролях:
- Раиса Зайцева — Саша
- Лев Борисов — Алёха Чикин
- Владимир Ерёмин — Святополк
- Игорь Иванов — Елизар Коромыслов
- Владимир Осипчук — Степан

В других ролях:
- Николай Кузьмин — есаул
- Николай Волков мл. — капитан
- Николай Волков — капитан
- Юрий Томошевский — пленный
- Александр Суснин — хозяин избы
- Валерий Кравченко — Минька Коромыслов
- Олег Хабалов — цыган

В эпизодах: Игорь Ефимов, Сергей Лосев, Виталий Матвеев, Николай Лавров, Александр Липов, Шерхан Абилов и другие.

## Критика
Киновед Лаврентьев С. А, специалист по жанру «красного вестерна», с недоумением писал о непопулярности фильма:

Талантливый режиссёр-дебютант проявляет свой природный кинематографизм и в чёткой организации пространства фильма, и в правильном подборе актёров, и в умении «держать в руках» визуальный материал. О сценаристах Юлии Дунском и Валерии Фриде и говорить нечего. И сюжет незаезжен, и динамика — что надо. Но история побега десяти красноармейцев из колчаковского плена не оставила не то что воспоминания — царапины в зрительской памяти. И не в чем обвинять режиссёра и драматургов. Воистину, как говорится, «среда заела».— Сергей Лаврентьев Красный вестерн. — М.: «Алгоритм-Книга», 2009.
Журнал «Искусство кино» писал, что фильм избежал стереотипности и шаблонности присущих фильмам о гражданской войне:

Характерен в этом отношении фильм «Каждый десятый». Авторов интересуют не сами по себе приключения небольшого отряда красногвардейцев, а их характеры и судьбы. Ради их раскрытия и строится фабула. Однако построение действия в такого рода произведениях отмечено противоречием, которое редко бывает разрешено успешно…— Искусство кино, 1986.